# Tetracentron hopkinsii
Tetracentron hopkinsii là một loài thực vật có hoa đã tuyệt chủng trong họ Côn lan. Loài này được biết đến nhờ những chiếc lá hóa thạch tìm thấy trong các trầm tích Eocen sớm ở phía bắc bang Washington, Hoa Kỳ và miền trung nam British Columbia, Canada. Nó được mô tả lần đầu nhờ những chiếc lá hóa thạch phát hiện trong hệ tầng Allenby. Lá cây T. hopkinsii có thể thuộc về quả của Pentacentron sternhartae, một loại thực vật không còn tồn tại khác.

## Phân bố và môi trường cổ
Tetracentron hopkinsii ban đầu được mô tả nhờ hai chiếc lá, cả hai đều được thu thập từ lạch One Mile tại hệ tầng Allenby, cách Princeton, British Columbia 8 km (5,0 mi) về phía bắc. Chúng có niên đại từ thế Eocen sớm, tầng Ypres. Khu vực lạch dài một dặm đáng chú ý vì có lượng lớn hóa thạch Betula leopoldae mặc dù các loài Acer, Rosaceae, Tsukada davidiifolia và Ulmus okanaganensis cũng có mặt.
Thành hệ Allenby bảo tồn một hệ thực vật ôn đới vùng cao lần đầu tiên được giải thích là mang tính vi nhiệt rõ rệt, tuy nhiên nghiên cứu sâu hơn đã chỉ ra rằng hệ thực vật này có tính chất từ vi nhiệt cao đến trung nhiệt thấp hơn trong tự nhiên, với ít hoặc không có ngày nào dưới mức đóng băng trong một năm. Phân tích các mẫu phấn hoa cho thấy quần xã thực vật được bảo tồn tại khu vực này là rừng lá rộng hỗn giao, với lượng lớn phấn hoa từ cây bạch dương và thông rụng lá vàng, nhưng cũng có dấu vết đáng chú ý của linh sam, vân sam, cây bách và cọ.
Vào năm 2007, Pigg và cộng sự ghi chép rằng một chiếc lá có thể là của Tetracentron đã được tìm thấy trong hệ tầng núi Klondike tại Republic, Washington, nhưng không đủ nguyên vẹn để khẳng định chắc chắn là T. hopkinsii. Việc phục hồi các lá bổ sung được gửi tại Trung tâm Stonerose đã cho phép Manchester và cộng sự tuyên bố chúng thuộc về T. hopkinsii vào năm 2018, mở rộng sự phân bố đã xác nhận của loài này.

## Phân loại
Kathleen Pigg, Richard Dillhoff, Melanie DeVore và Wesley Wehr đã kiểm tra loài này dựa trên nghiên cứu về mẫu gốc "UWBM 54185" và mẫu lá "UWBM 56700ab". Cả hai mẫu vật đều là một phần của bộ sưu tập cổ thực vật tại Bảo tàng Văn hóa và Lịch sử Tự nhiên Burke tại thời điểm mô tả. Pigg và cộng sự đã công bố mô tả loại của họ năm 2007 về loài này trên Tạp chí Khoa học Thực vật Quốc tế cùng với mô tả loại của Trochodendron drachukii. Họ chọn tên thực vật hopkinsii để vinh danh tên đệm bố Donald Q. Hopkins nhằm ghi nhận những nỗ lực thu thập của ông tại One Mile Creek và các địa điểm khác trong hệ thực vật cao nguyên Okanagan.
Cùng với mô tả năm 2008 về Tetracentron atlanticum từ giữa đến cuối thế Miocen tại Iceland, Grímsson và cộng sự đã ghi lại và tìm ra phấn hoa Tetracentron được thu hồi từ khu vực Princeton Chert của hệ tầng Allenby.
T. hopkinsii là một trong số ba đến bốn loài thuộc họ Côn lan được mô tả từ hệ tầng núi Klondike. Do môi trường sống bị giới hạn đáng kể, ba loài khác cũng đều được xác định tại Republic là Paraconcavistylon wehrii, Pentacentron sternhartae và Trochodendron nastae. Ngoài ra, loài Trochodendron drachukii được biết đến từ đá phiến sét nhóm Kamloops có liên quan tại Lớp hóa thạch McAbee gần Cache Creek, British Columbia. Năm 2018, Manchester và cộng sự viết lại rằng Tr. drachukii có khả năng là quả của Tr. nastae, trong khi P. sternhartae có khả năng là quả của T. hopkinsii. Nếu tìm thấy hóa thạch của quả và tán lá đi kèm, loài này sẽ giảm xuống còn ba đơn vị phân loại thực vật.

## Miêu tả

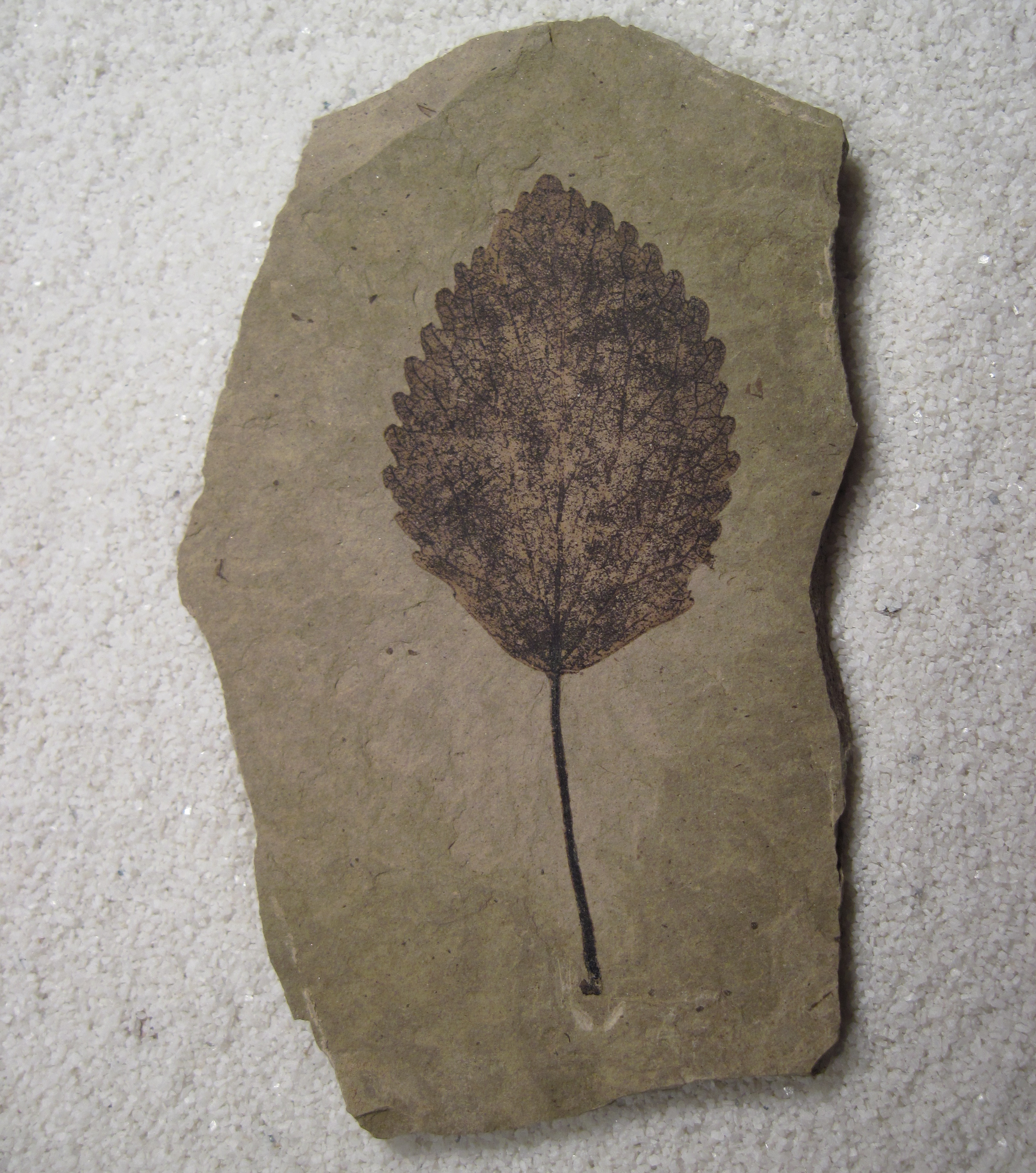
Hình hoàn chỉnh của mẫu vật, cho thấy cả cuống lá

Mẫu lá Tetracentron hopkinsii hình elip, có tỷ lệ chiều dài so với chiều rộng là 1,3:1, chiều dài lên tới 9,5 cm (3,7 in) còn chiều rộng tối đa 7,5 cm (3,0 in). Đường gân lá hình lòng bàn tay với một gân giữa nhỏ và hai đến ba bộ gân chính bên cong lên phía trên. Bộ phận bên ngoài cùng của các bên gốc, phân nhánh từ gân ở giữa một góc 90°. Các gân lá thứ phân nhánh ra khỏi gân lá giữa và tách rời khỏi gân giữa ở các góc 32°–40° trước khi gặp các gân phụ từ các gân lá  bên và tạo thành hình chữ V. Các gân lá bậc ba và bậc bốn đang phân nhánh liên tục ở các góc từ 60° đến 70°. Mép lá có hình răng cưa đều đặn được hình thành bởi một mặt đáy lồi và một mặt lồi ở đỉnh có thể chia thành một răng phụ. Ở đầu răng có một tuyến bền do gân lá trung tâm và hai gân lá bên hội tụ đỡ. Cuống lá khỏe mạnh dài 4,3 cm (1,7 in) bắt đầu mở rộng ở gốc và nhỏ dần theo chiều dài trước khi tiếp xúc trung tâm của chiếc lá.